# تامی لنگ
تامی لنگ (انگلیسی: Tommy Lang؛ زادهٔ ۳ آوریل ۱۹۰۶) بازیکن فوتبال اهل اسکاتلند است.

## باشگاهی
از باشگاه‌هایی که در آن بازی کرده‌است می‌توان به ایپسویچ تاون، منچستر یونایتد، سوانزی سیتی، نیوکاسل یونایتد، و هادرسفیلد تاون اشاره کرد.